# Мельников, Владимир Тарасович
Мельников Владимир Тарасович (родился 15 июня 1916 года) — педагог, доцент, журналист, полковник, морской летчик, кандидат военно-морских наук, участник Великой Отечественной войны, защитник Ленинграда.

## Биография
Мельников Владимир Тарасович родился 15 июня 1916 года в Брянске, Орловская область. По окончании Ейского военно-морского авиационного училища им. И. В. Сталина в 1937 году, был оставлен в нём лётчиком-инструктором. А августе 1941 года был назначен на должность командира звена эскадрильи. В это же время готовил лётчиков для службы на фронте. С 1943 года проходил службу в составе авиации Балтийского флота. За время службы совершил 55 боевых вылетов, уничтожил 2 вражеских воздушных судна.
В течение 5 лет с октября 1943 по ноябрь 1948 года командовал эскадрильей на базе Ейского военно-морского авиационного училища. В 1952 году окончил обучение в Военно-морской академии им. К. Е. Ворошилова. Проходил службу в авиационных силах Тихоокеанского флота.
С 1957 года занимался преподавательской деятельностью в Военно-морской академии. В 1971 году был уволен в запас, продолжил работать в качестве научного сотрудника НИИ Министерства обороны СССР.
С 1977 года являлся членом Союза журналистов СССР. За время научной деятельности написал более 600 статей.

## Награды
- Медаль «За победу над Германией в Великой Отечественной войне 1941—1945 гг.»
- Медаль «За оборону Ленинграда»
- Орден Отечественной войны I степени 19.09.1943[2]
- Медаль «За боевые заслуги» 10.11.1945[3]
- Орден Красной Звезды 15.11.1950
- Орден Красного Знамени 30.12.1956